# Kunihiko Obata
Kunihiko Obata (jap. 小幡邦彦 Obata Kunihiko; ur. 17 października 1980) – japoński zapaśnik w stylu wolnym. Olimpijczyk z Aten 2004, gdzie zajął dwunaste miejsce w kategorii 74 kg.
Pięciokrotny uczestnik mistrzostw świata, dziesiąty w 2003. Siódmy na igrzyskach azjatyckich w 2002 i piąty w 2006.
Brązowy medalista igrzysk Wschodniej Azji w 2001. Trzeci na mistrzostwach Azji w 2001 i 2004 roku.
Ośmiokrotny mistrz Japonii – w latach 1999-2001 wygrywał w kategorii do 76 kg, w latach 2002-2005 zwyciężał w kategorii do 74 kg, a w 2008 wygrał w kategorii do 84 kg.